# لوری ۱۲۹۸۴
سیارک ۱۲۹۸۴ (به انگلیسی: 12984 Lowry، نامگذاری:1979QF2) دوازده هزار و نهصد و هشتاد و چهارمین سیارک کشف شده‌است که در ۲۲ اوت ۱۹۷۹ کشف شد.
قدر مطلق سیارک برابر ۲۳.۴ است.